# Kia Soul
La Kia Soul è un crossover compatto con carrozzeria rialzata prodotto dalla casa automobilistica coreana Kia Motors a partire dal 2008.

## I primi prototipi

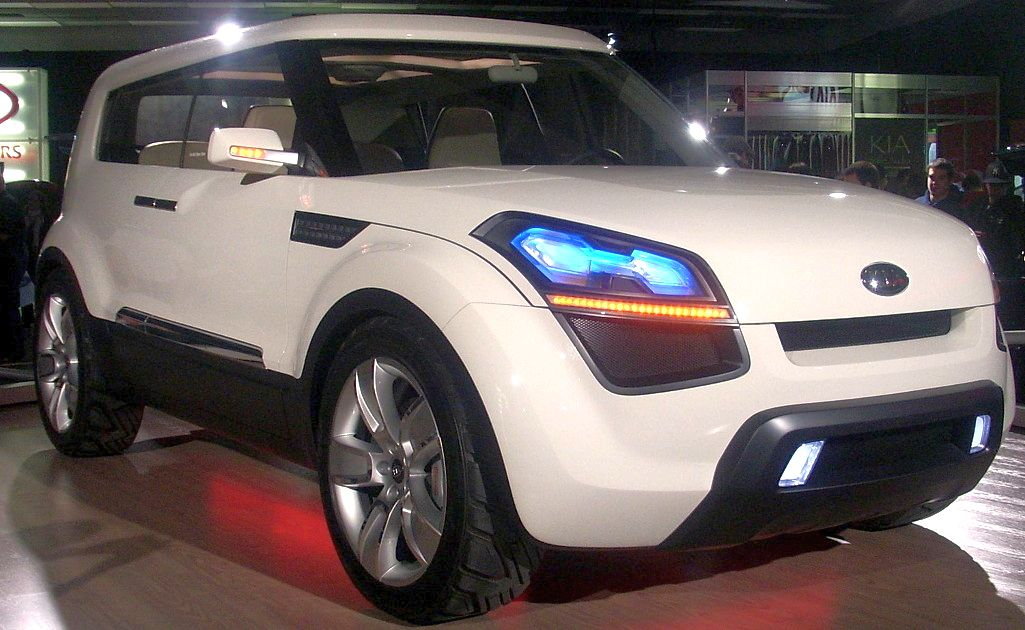
Kia Soul Concept (Detroit 2006).

La Soul è frutto di un progetto sviluppato a partire dal 2005 dal centro di ricerca e sviluppo californiano della Kia Motors che ha visto come primi esiti una concept car denominata appunto Soul esposta nel 2006 al Salone dell'automobile di Detroit. Gli studi continuano fino al 2008 grazie all'intervento del centro stile coreano con la progettazione del modello semi-definitivo che sarà esposto al Motor Show di Ginevra nel 2008 in tre differenti varianti:
- Soul Diva (carrozzeria verniciata in bianco perlato con dettagli verniciati in oro);
- Soul Searcher (carrozzeria bicolore in verde chiaro e bianco, dettagli per il fuoristrada e tetto apribile elettricamente in tela);
- Soul Burner (versione sportiva caratterizzata da assetto ribassato, verniciatura nera opaca a cui sono applicate aerografie di colore scuro e interni rossi);

## Prima generazione (AM; 2008-2014)
La versione definitiva è stata presentata nel novembre 2008 con prima mondiale al Salone dell'automobile di Parigi mentre la produzione è partita negli ultimi mesi del 2008 presso gli stabilimenti di Gwangju (Corea del Sud) al ritmo di circa 100.000 esemplari annui.
La Kia Soul è stata realizzata su un nuovo pianale che sarà la base per tutti i modelli compatti dell'azienda.
Il passo di 2,55 metri garantisce un abitacolo comodo e flessibile, anche per la posizione di guida rialzata come sulle sorelle maggiori Carnival e Sportage. La trazione è disponibile sulle due ruote motrici anteriori. Nel vano di carico la capacità minima è di 340 litri.
Il design curato da Peter Schryer, secondo la casa costruttrice, è stato concepito per far discutere a causa delle forme geometriche e irregolari che la fanno sembrare un cubo su quattro ruote.
Per questo modello è stato offerto un numero elevato di personalizzazioni in modo da andare incontro anche alle esigenze di un pubblico giovanile.
Curata la sicurezza, il modello sottoposto ai crash test Euro NCAP nel 2009 ha totalizzato il massimo punteggio (5 stelle) dimostrando un'elevata protezione in caso d'urto per i passeggeri anteriori.

### Allestimenti e accessori
Per il mercato italiano la Kia Soul è proposta in due allestimenti. La versione base (denominata Active) comprende il climatizzatore manuale, ESP, controllo della trazione, stereo con prese audio Usb e Aux, airbag frontali, laterali e a tendina, cerchi in lega leggera da 16 pollici mentre l'allestimento di punta (Cool) presenta in aggiunta la telecamera posteriore con schermo integrato nel retrovisore, cerchi in lega maggiorati da 18 pollici, fendinebbia, volante e pomello del cambio rivestiti in pelle.
Tra gli optional figura il filtro antiparticolato (DPF) per le motorizzazioni diesel e una vasta gamma di personalizzazioni che comprendono aerografie e adesivi vari.

### Motorizzazioni
Per il mercato europeo la vettura è proposta con due motorizzazioni di 1,6 litri sia benzina sia turbodiesel common-rail mentre per l'Asia e l'America la vettura viene privata del propulsore Diesel sostituito da un 2 litri benzina da 144 cavalli. Solo in alcuni paesi dell'Europa la Kia propone la Soul Diesel anche in una versione depotenziata da 116 cavalli. La trasmissione è manuale a 5 rapporti mentre per il 2 litri e per 1.6 Diesel 128 cavalli in opzione è disponibile il cambio automatico-sequenziale a 4 rapporti.
| Modello          | Disponibilità  | Motore                           | Distribuzione          | Cilindrata cm³ | Potenza         | Emissioni CO2 (g/km) | 0-100 km/h (secondi) |
| 1.6 CVVT         | dall'esordio   | 4 cilindri in linea, Benzina     | 4 valvole per cilindro | 1.591          | 80 kW (126 CV)  | 154                  | 11,0                 |
| 1.6 CVVT Bi-fuel | da aprile 2009 | 4 cilindri in linea, Benzina-GPL | 4 valvole per cilindro | 1.591          | 80 kW (126 CV)  | 154                  | 11,0                 |
| 2.0 CVVT         | non importato  | 4 cilindri in linea, Benzina     | 4 valvole per cilindro | 1.975          | 106 kW (144 CV) | 176                  | 10,6                 |
| 1.6 CRDI VGT 115 | non importato  | 4 cilindri in linea, Diesel      | 4 valvole per cilindro | 1.582          | 85 kW (116 CV)  | 137                  | 11,8                 |
| 1.6 CRDI VGT 130 | dal debutto    | 4 cilindri in linea, Diesel      | 4 valvole per cilindro | 1.582          | 94 kW (128 CV)  | 137                  | 11,3                 |

### Versioni speciali

#### Kia Soul Hybrid

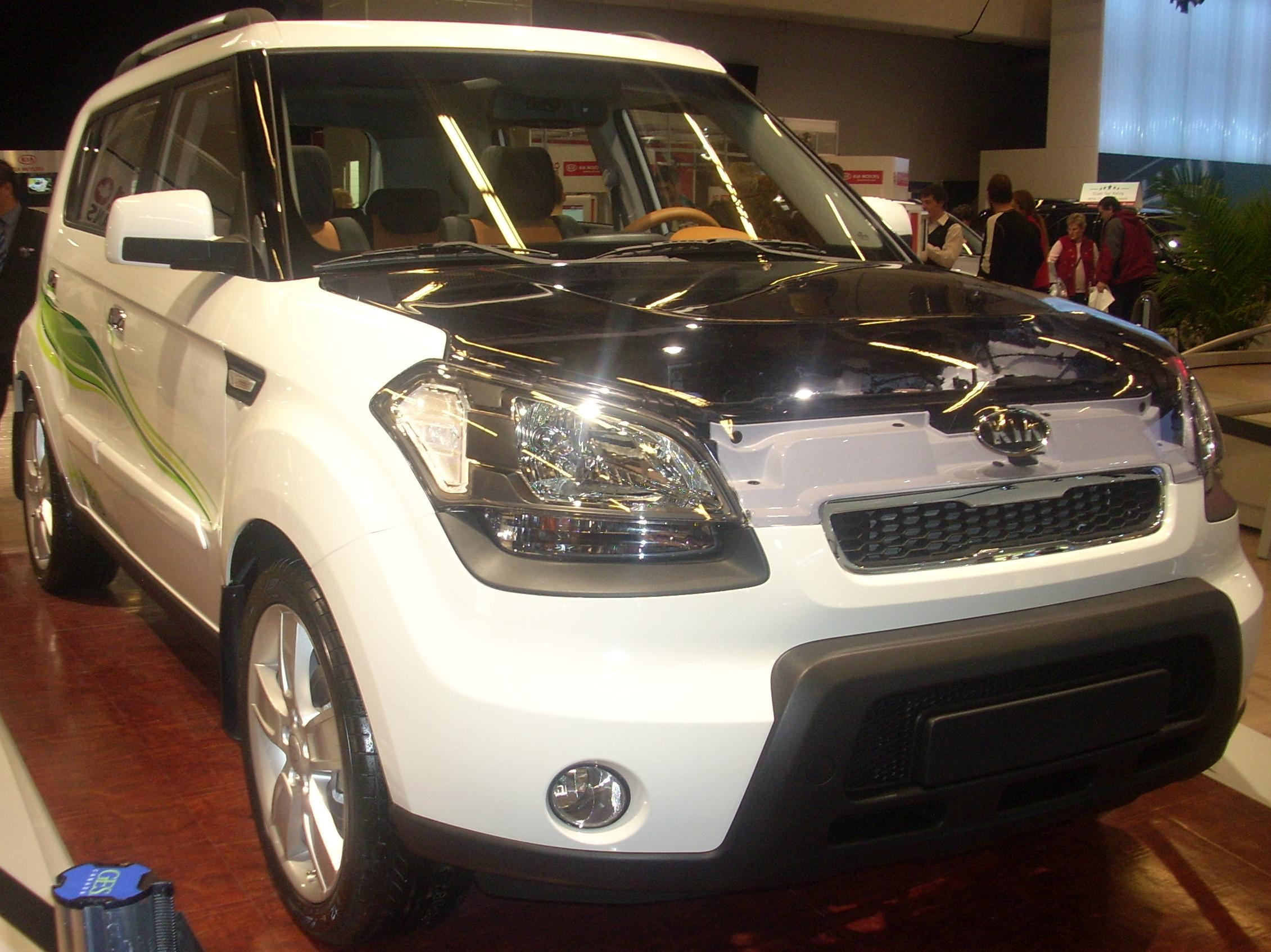
Kia Soul Hybrid (Parigi 2008).

Presentata al Salone di Parigi 2008 come concept-car, in contemporanea al lancio della versione definitiva, la Soul Hybrid abbina un tradizionale motore 1.6 CVVT a benzina con cambio CVT a un propulsore elettrico della potenza di 20 cavalli visibile grazie al cofano motore trasparente.
Questa versione ibrida dispone di una potenza complessiva di 140 cavalli e raggiunge la velocità massima di 157 km/h, con un'accelerazione da 0 a 100 km/h di 12,3 secondi. La Casa dichiara consumi contenuti in 4,9 litri ogni 100 km ed emissioni di CO2 pari 117 g/km emesse nel ciclo combinato, il 26,4% rispetto alla corrispondente Soul “standard”. La Soul Hybrid dispone anche del sistema Stop & Start che spegne automaticamente il motore quando l'automobile è ferma o procede a una velocità inferiore a 6 km/h, in folle, con la frizione abbassata e il motore al minimo.

#### Kia Soul'ster
Esposto a Detroit 2009 il Kia Soul'ster è il prototipo di una variante cabrio-pick-up dotata di un doppio tetto apribile posteriore integrato ai roll-bar laterali che fungono da rotaie. Con la capote reclinata il bagagliaio diventa un cassone mentre nell'abitacolo (configurato come un 2+2 posti) ritroviamo soluzioni scenografiche come gli inserti in alluminio e carbonio.

#### Kia Track'ster

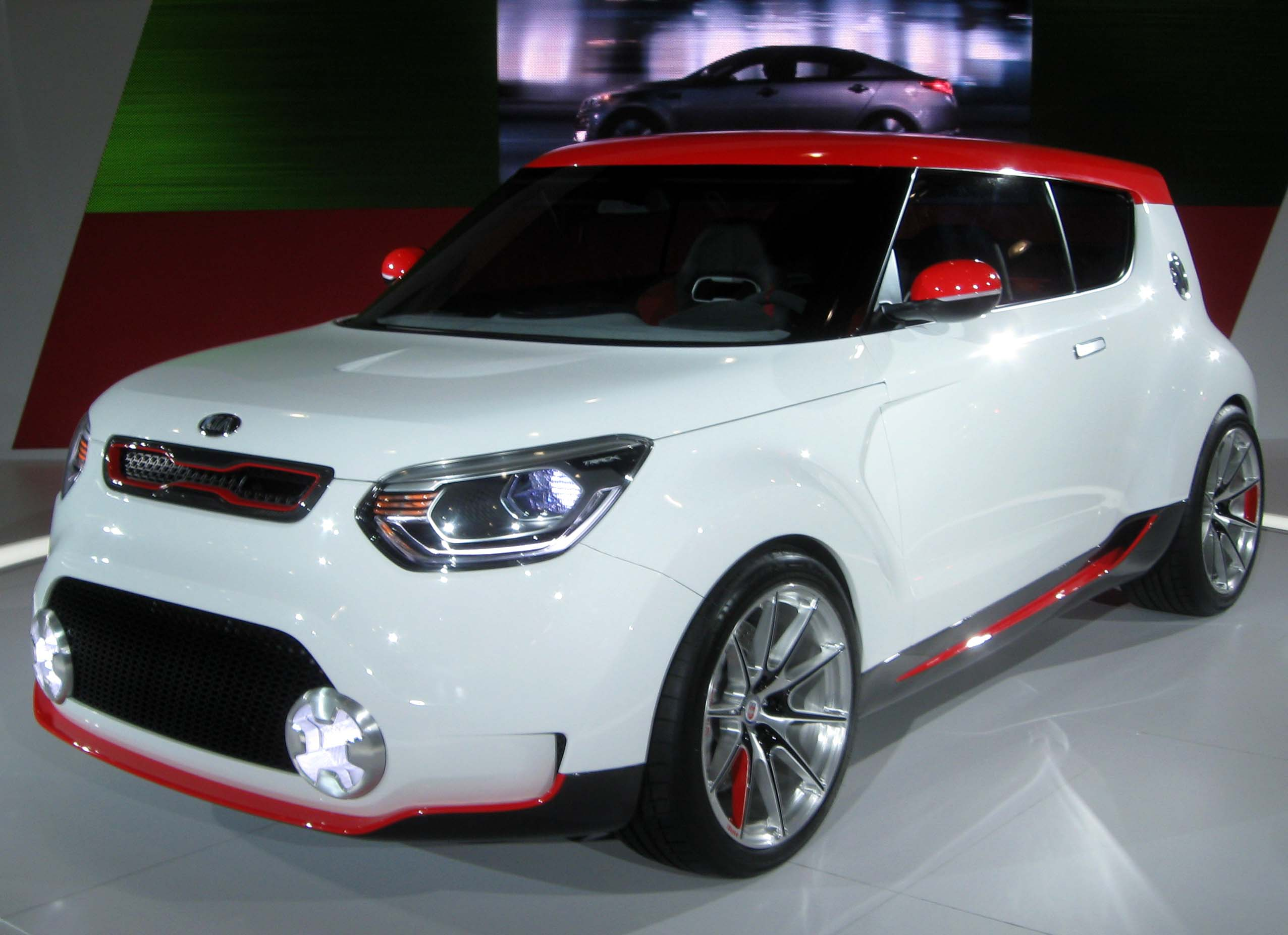
Kia Track'ster.

Nell'ottobre del 2012, presso l'Australian Motor Show 2012 la Kia ha presentato una concept basata sul modello Soul, denominata Track'ster.
La carrozzeria presenta numerose appendici aerodinamiche e bombature. Tra le modifiche più vistose, è osservabile l'enorme presa d'aria frontale che ingloba i fari diurni al LED posti sullo splitter aerodinamico. Posteriormente sono presenti fari anch'essi a LED e due tubi di scarico circolari. La vettura è progettata per soli due occupanti e i loro sedili sportivi sono rivestiti in pelle.
Meccanicamente, la vettura presenta un propulsore 2.0 litri turbo alimentato a benzina abbinato alla trazione integrale.

## Seconda generazione (PS; 2013-2018)
Presentata in anteprima mondiale al salone dell'automobile di New York e successivamente a quello di Francoforte del 2013, la Soul di seconda generazione si basa sulla piattaforma di segmento C comune ai modelli Hyundai i30 e Kia Cee’d ed offre un aumento della rigidità torsionale del 28,7%, il passo allungato fino a 2.570 mm, larghezza di 1.800 mm e altezza complessiva pari a 1.600 mm. La scocca è realizzata per il 66% in acciai alto-resistenziali, il nuovo telaio inoltre ha permesso di incrementare notevolmente lo spazio nell'abitacolo.
Il modello americano è stato posto in vendita nel fine come veicolo Model Year 2014 e offriva i propulsori a benzina da 1,6 litri Gamma GDI da 132 cavalli 2,0 litri Nu GDI da 166 cavalli entrambi a quattro cilindri e iniezione diretta di benzina abbinati al cambio manuale a 6 marce o automatico a 6 marce. 
Il modello europeo viene messo in vendita all'inizio del 2014 e la gamma motori comprendeva il 1.6 GDI Gamma 132 CV a benzina e il 1.6 CRDi VGT turbo diesel common rail 128 CV abbinati entrambi ad un cambio manuale a sei rapporti o automatico a sei rapporti, inoltre erano disponibili tre diversi colori del tetto (nero, bianco e rosso), e una gamma di 11 colori per la carrozzeria. 
Nel 2016 viene presentato un leggero restyling dove vengono modificati lievi dettagli estetici al frontale con nuovi fendinebbia, nuove cromature laterali e nuovi cerchi e colorazioni per la carrozzeria. La gamma motori si arricchisce del nuovo 1.6 T-GDI Gamma turbo benzina da 210 cavalli accoppiato a un cambio a doppia frizione a 7 marce. Il diesel è disponibile ora col manuale 6 rapporti e con l’automatico DCT 7 rapporti. 

### Kia Soul EV
Lo sviluppo della versione elettrica parte nel 2011 quando la versione con motore termico era nelle ultimi fasi progettuali, la Soul EV viene presentata nel fine 2013 ed entra in produzione nell’estate del 2014 presso lo stabilimento di Gwangju al ritmo di 5.000 esemplari l’anno.
In Europa il modello viene ribattezzato Soul ECO-electric. Si tratta di una vettura totalmente elettrica dotata di un motore da 109 CV e 285 Nm di coppia massima, abbinato a batterie ai polimeri di litio da 27 kWh, che garantiscono un'autonomia massima di 212 km. La velocità massima di 145 km/h.
Per la ricarica completa in AC da 6,6 kW servono circa 5 ore mentre con colonnine DC da 50 kW e 100 KW impiega circa 33 e 25 minuti per l'80% dell'energia. 
Esteticamente la vettura possedeva differenze rispetto al modello termico, con assetto ribassato, aerodinamica migliorata, nuovi fanali a LED posteriori, cerchi in lega inediti, interni realizzati con plastiche riciclate, quadro strumenti con schermo OLED e sistema multimediale connesso col telefono in grado di programmare i climatizzatore e cercare le colonnine di ricarica.
La scocca è stata irrobustita, nello specifico le batterie sono posizionate nel pianale centrale inoltre vengono applicati cinque rinforzi strutturali e la percentuale di acciai alto-resistenziali è del 37,1%, la rigidità torsionale della scocca viene incrementata del 27% rispetto alle altre versioni con motore termico.
La EV era disponibile in Italia dal 2015 in un'unica colorazione (bianca con tetto celeste).

## Terza generazione (SK3; dal 2019)
La terza generazione viene presentata al Salone di Los Angeles alla fine del 2018 e viene posta in vendita globalmente all’inizio del 2019. La principale novità è l’adozione della nuova piattaforma di base modulare comune alla Hyundai Kona progettata per adottare sia motori a combustione interna che motorizzazioni elettriche. Più lunga di 56 mm raggiunge i 4.196 mm di lunghezza, la larghezza è di 1.801 mm, altezza di 1.600 mm e passo più lungo di tre centimetri (2.601 mm).
Esteticamente oltre alla versione standard debuttano i pacchetti di allestimento X-Line con caratterizzazione crossover composta da paraurti, passatuota e minigonne in plastica grezza per un effetto da fuoristrada, la GT-Line invece è la versione con kit sportivo composto da appendici aerodinamiche anteriori e posteriori, minigonne in tinta carrozzeria, terminale di scarico posteriore in posizione centrale e cerchi in lega maggiorati. I pacchetti estetici sono disponibili sulle versioni a motore termico.
La gamma motori si compone del 1.6 Gamma 122 CV e del 2.0 Nu 150 CV ma entrambi in versione a iniezione elettronica MPI (a causa delle normative anti inquinamento) e abbinati al cambio manuale a 6 rapporti o ad un automatico a variazione continua IVT, il motore top di gamma resta il 1.6 T-GDI che eroga 201 CV con cambio a doppia frizione DCT a sette rapporti, mentre il diesel viene abbandonato. Sul mercato europeo viene importata solo in versione con motore elettrico. 

### Kia e-Soul
La versione elettrica (unica disponibile in Europa) propone la stessa architettura della Kona Electric.
Disponibile in due versioni e-Soul Mid Range 136 con batterie da 39,2 kWh ed e-Soul Long Range 204 con batterie 64 kWh. Gli accumulatori di tipo litio-ione polimero sono posizionate sopra il pianale e vengono raffreddate da un sistema a liquido accoppiato al sistema A/C e riscaldate da un riscaldatore elettrico. L'autonomia massima dichiarata per la Long Range è di 450 km nel ciclo combinato WLTP mentre per la Mid Range è di 280 km nel ciclo combinato WLTP.